# Bray-Dunes

Flagge von Bray-Dunes

Bray-Dunes (niederländisch Brayduinen, flämisch Bray-Duunn) ist eine französische Gemeinde mit 4284 Einwohnern (Stand 1. Januar 2022) im Département Nord in der Region Hauts-de-France. Sie gehört zum Arrondissement Dunkerque und seit der Kantonsreform 2015 zum Kanton Dunkerque-2 (zuvor Kanton Dunkerque-Est).

## Geografie
Die Kleinstadt ist die nördlichste Gemeinde Frankreichs. Sie grenzt im Nordwesten an die Nordsee und Nordosten an Belgien (belgische Küste). Südlich der weitverzweigten Straßensiedlung mit angeschlossenen Außenbezirken verläuft die Route de Furnes, wörtlich die Straße nach Furnes in Belgien, die den Status einer Departementsstraße hat. Sie verbindet Bray-Dunes mit Zuydcoote und dem belgischen Adinkerke (Gemeinde De Panne). Nach Dünkirchen im Westen fährt man 15 Kilometer.
Im Norden ist die Gemeindegemarkung hügelig und teils felsig oder bewaldet. Trotzdem bestehen Wohnquartiere unweit der belgisch-französischen Grenze, wie zum Beispiel der Ortsteil Charrière.
Westlich der Bebauung schließt sich das Dünengebiet Dune Marchand an, das sich bis Zuydcoote erstreckt. Östlich der Bebauung zwischen Strand im Norden und Bahnstrecke im Süden, die in etwa entlang der Grenze zum Marschland gebaut wurde, erstreckt sich bis zur belgischen Grenze der Dünengürtel Dune du Perroquet, von dem 178,99 Hektar unter Naturschutz stehen. Dort finden sich mehr als 350 Pflanzenarten und nisten 70 Vogelarten.

## Geschichte
Das Dorf wurde 1883 von Alphonse Bray, einem Reeder aus Dünkirchen, gegründet. Damals war es noch ein Weiler und somit als Hameau de Ghyvelde bezeichnet. Nach dem deutschen Angriff 1940 wurden auch von Bray-Dunes aus Teile des britischen Expeditionscorps 1940 nach England evakuiert (Operation Dynamo).

### Bevölkerungsentwicklung
| Jahr                       | 1962 | 1968 | 1975 | 1982 | 1990 | 1999 | 2009 | 2020 |
| Einwohner                  | 3628 | 3673 | 4765 | 4777 | 4755 | 4557 | 4688 | 4476 |
| Quellen: Cassini und INSEE |      |      |      |      |      |      |      |      |

## Sehenswürdigkeiten

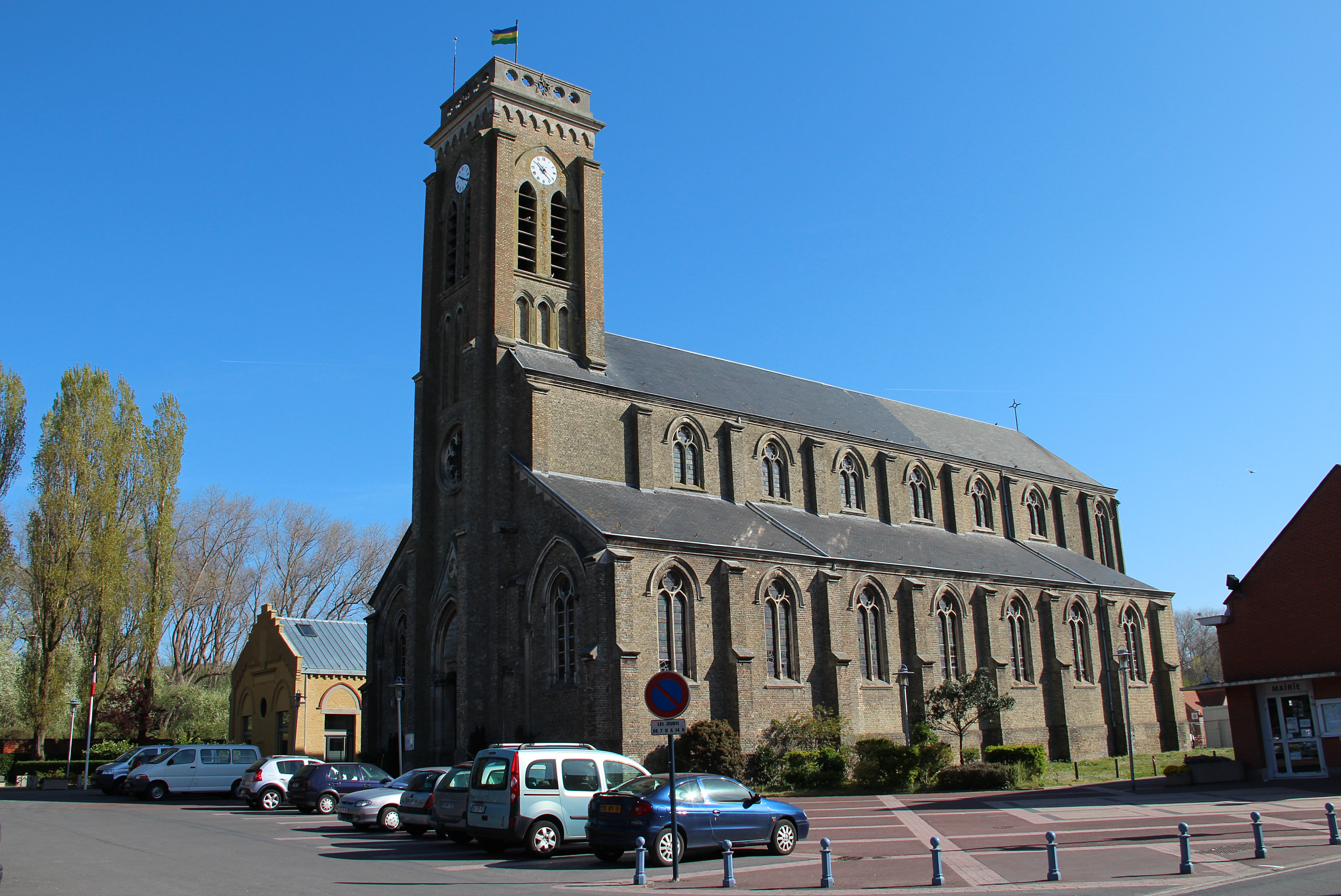
Kirche Notre-Dame
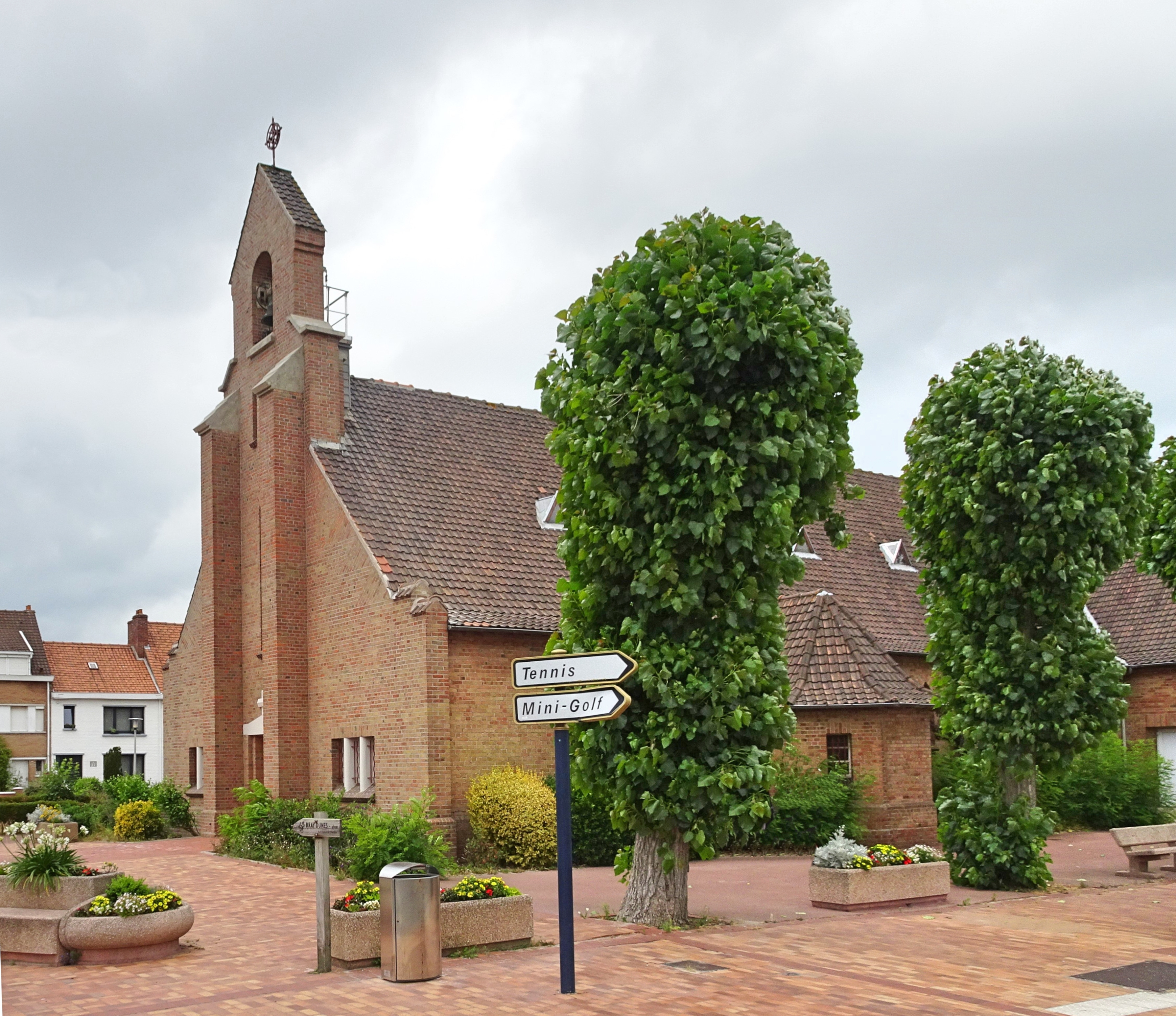
Kapelle Sacré-Coeur

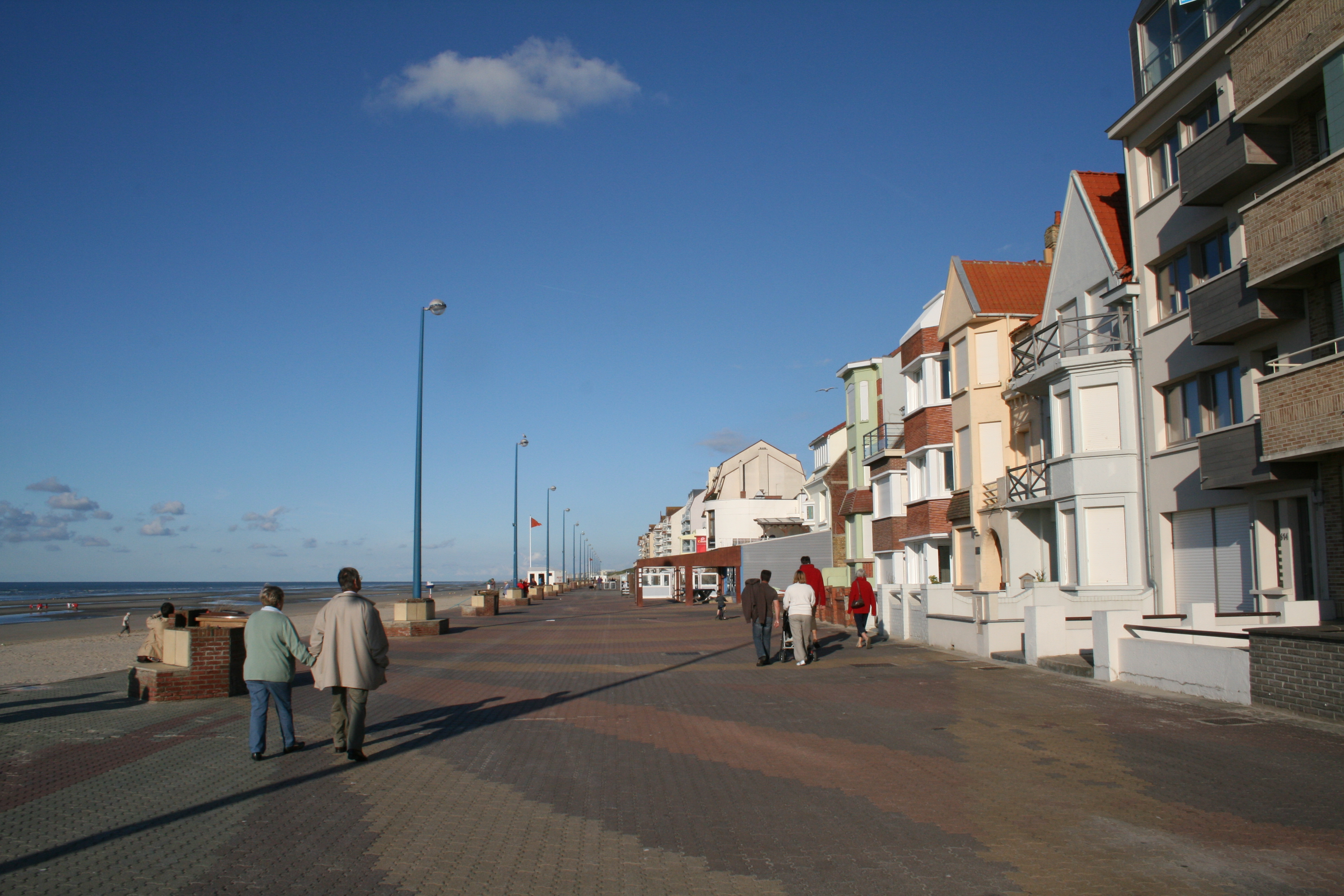
Häuser auf dem Deich
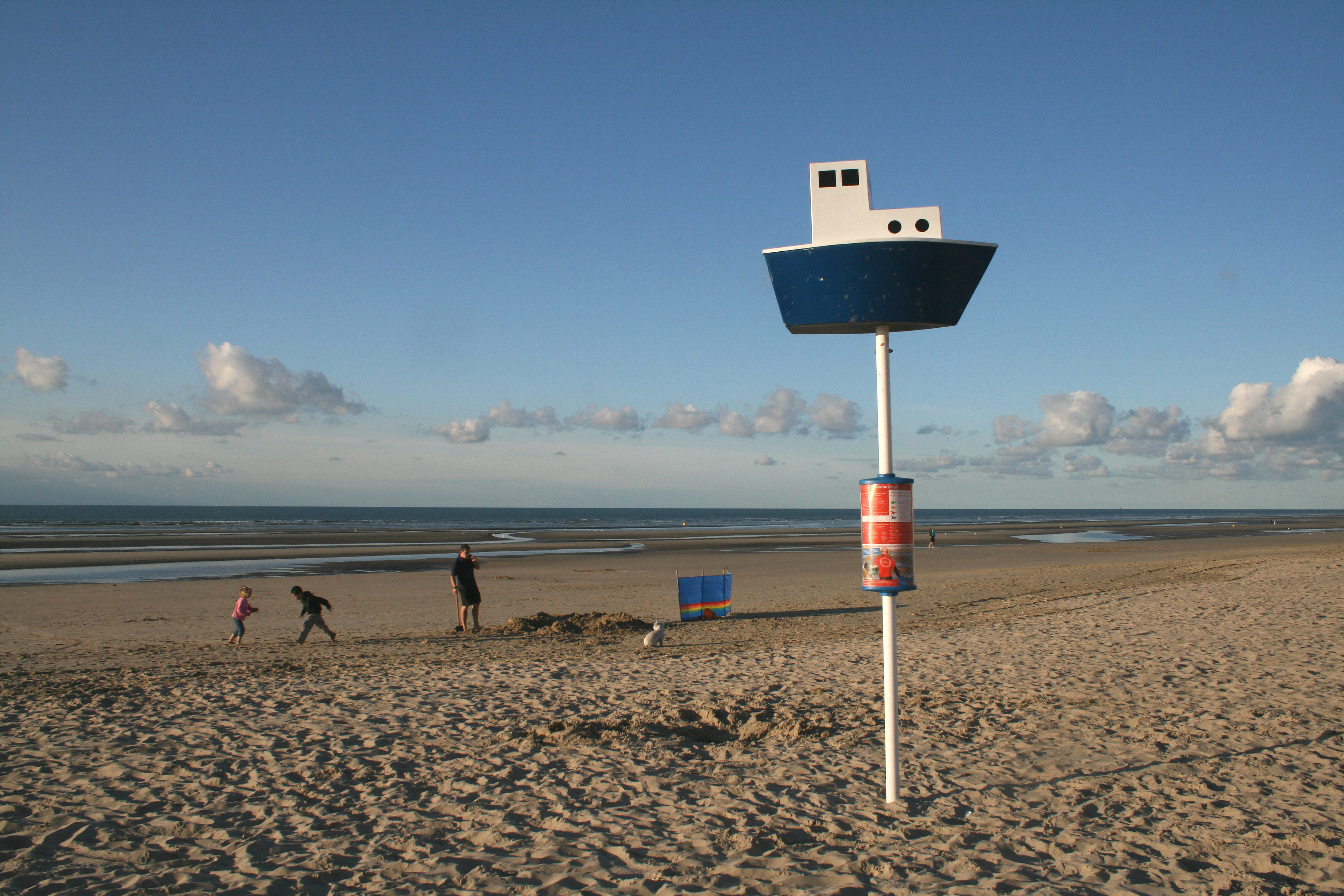
Am Strand von Bray-Dunes

- Kirche Notre-Dame
- Kapelle Sacré-Coeur

## Trivia
- Der Film Dünkirchen, 2. Juni 1940 spielt teilweise in Bray-Dunes.
- Die Circuit Franco-Belge 2007 führte über Bray-Dunes.